# PGPLOT
PGPLOT是一個不依賴於任何裝置的數據繪圖函式庫。他是由加州理工學院的Tim Pearson從1983開始編寫。PGPLOT大多以Fortran寫成。它被設計成模組化的應用程式介面，可以輸出到數種繪圖裝置上。PGPLOT廣泛地被用於學術和科學社群，因為他同時具備低階（字、點、線、面）和高階的繪圖功能。PGPLOT可以被第三方重新散佈和修改，但只能以編譯過的二進制檔案形式。無論原始的或修改過的原始碼都不能被重新散佈。最近的版本是5.2.2，在2001年二月發佈。也有人發佈非官方的修補程式來支援額外的裝置、64位元系統，以及RGB (真彩色)繪圖。
PGPLOT提供了C和Fortran 77的介面。也有許多由用戶提供的其他程式語言介面，例如：C++、perl、python、ruby、tcl/tk...等。
PGPLOT可以做許多種不依賴於任何裝置的輸出，包含數種圖檔格式、圖形顯示終端、PostScript裝置，及X Window。也可以用圖形游標來幫助輸入數據。它可以在許多種作業系統上運作，包含大多的Unix-like系統、MacOS，及 Microsoft Windows。
一部份是因為此函式庫已經有點年紀，PGPLOT相對於較新的套件，如PLplot，有許多的限制。特別是PGPLOT只支援8位元的彩圖，而不是完整的RGB色彩；而且也沒有簡單的方法來直接繪圖到程式記憶體中。

## 外部連結
- 加州理工學院的PGPLOT網頁（页面存档备份，存于）